# Clistothyris
Clistothyris is een geslacht van vlinders van de familie tastermotten (Gelechiidae).

## Soorten
- C. intermissella (Zeller, 1877)
- C. sticta (Walsingham, 1910)
- C. vestigata (Meyrick, 1929)
- C. villosula Zeller, 1877
- C. xanthotricha (Meyrick, 1917)